# Hylophorbus
Hylophorbus ist eine Amphibien-Gattung aus der Familie der Engmaulfrösche.

## Beschreibung
Die Pupillen sind horizontal. Die Zunge ist groß, oval, und hinten mehr oder weniger weit frei abhebbar. Gaumenzähne fehlen. Vor dem Schlundeingang sind zwei quere Hautfalten vorhanden, von denen die hintere gezähnelt ist. Das Trommelfell ist sichtbar. Die Finger und Zehen sind frei und an den Spitzen zu Haftscheiben verbreitert. Die Endphalangen sind T-förmig. Praecoracoide und Omosternum fehlen. Das Sternum ist eine Knorpelplatte. Die Querfortsätze des Sacralwirbels sind ziemlich verbreitert.

## Vorkommen
Die Gattung kommt nur auf Neuguinea vor.

## Systematik
Die Gattung Hylophorbus wurde 1878 von William John Macleay erstbeschrieben. Sie umfasst 12 Arten:
Stand: 29. April 2022.
- Hylophorbus atrifasciatus Kraus, 2013
- Hylophorbus infulatus (Zweifel, 1972)
- Hylophorbus nigrinus Günther, 2001
- Hylophorbus picoides Günther, 2001
- Hylophorbus proekes Kraus & Allison, 2009
- Hylophorbus rainerguentheri Richards & Oliver, 2007
- Hylophorbus richardsi Günther, 2001
- Hylophorbus rufescens Macleay, 1878
- Hylophorbus sextus Günther, 2001
- Hylophorbus sigridae Günther, Richards & Dahl, 2014[3]
- Hylophorbus tetraphonus Günther, 2001
- Hylophorbus wondiwoi Günther, 2001